# Chances (singel)
Chances – singel szwedzkiego duetu Roxette. Został wydany w grudniu 1988 jako trzeci promujący album Look Sharp! i jednocześnie pierwszy wydany międzynarodowo, poza Szwecją. Piosenka nie odniosła sukcesu na listach przebojów.

## Utwory

### Strona A
- Chances

### Strona B
- Silver Blue